# Perturbativ strängteori
Perturbativ strängteori är tillämpningen av störningsteori (perturbativ teori) på strängteori och innebär att strängarnas rörelse kan beskrivas i termer av serieutveckling i en dimensionslös kopplingskonstant {\displaystyle gstring}, så att första termen för {\displaystyle gstring=0}, vilket innebär ingen rörelse.